# 民族优先
民族优先（菲律宾语：Bayan Muna）是菲律宾的一个左翼政党。该党成立于1999年。该党的意识形态是进步主义、民主社会主义、左翼民族主义。该党的领袖是Teodoro Casiño，主席是萨图尔·奥坎波，委员长是Reynaldo Lesaca，发言人是Nathanael Santiago。该党的总部位于奎松城。该党是新爱国联盟和人民爱国联盟的成员。